# Éric Pras
Pour les articles homonymes, voir Pras.
Éric Pras, né le 1er mars 1972 à Roanne (Loire), est un chef cuisinier français.

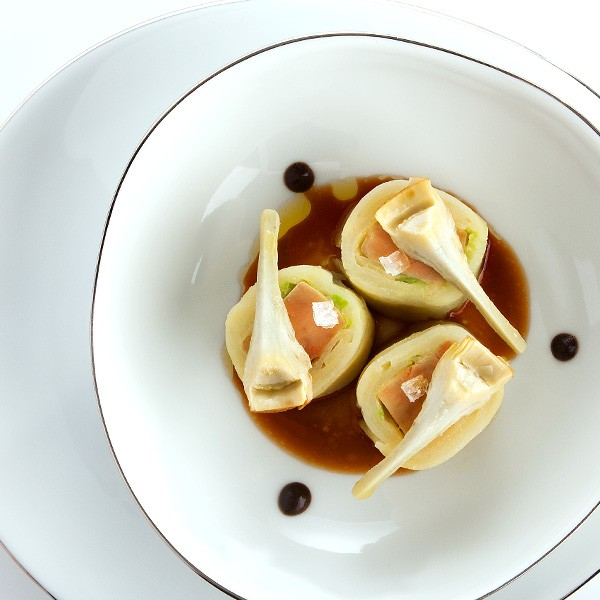
Foie gras de canard en robe de pomme de terre et chou en vapeur, marmelade et bouillon parfumés à la truffe.

## Carrière
Il effectue son apprentissage à l’Hôtel Central de Renaison et poursuit sa formation chez : Maison Troisgros à Roanne,, Bernard Loiseau à Saulieu, Pierre Gagnaire à Saint-Étienne, Antoine Westermann à Strasbourg, la Belle Otéro à Cannes, Régis Marcon à Saint-Bonnet-le-Froid.
En 2004, il porte le col bleu-blanc-rouge de Meilleur ouvrier de France.
En 2008, à l’âge de 36 ans, il quitte Saint-Bonnet-le-Froid, où il officiait depuis 2005 comme second, puis chef de cuisine, pour Chagny, à l’appel de Jacques Lameloise,. 
En effet, en 2009, il prend la succession de Jacques Lameloise aux fourneaux de la Maison Lameloise, trois étoiles au guide Michelin.

## Publications
- Toc toque, Éveil et découvertes, 18 pages, 2008, (ISBN 978-2-35366-106-0).
- En collaboration avec Frédéric Lamy (auteur), Philippe Rossat (auteur) et Matthieu Cellard (photographe), Lameloise : Une maison en Bourgogne, Glénat, 216 pages, 2011, (ISBN 978-2-72346-450-5).
- Best Of Eric Pras édition Alain Ducasse